# La stanza delle meraviglie (film 2017)
La stanza delle meraviglie (Wonderstruck) è un film del 2017 diretto da Todd Haynes.
Il film è l'adattamento cinematografico dell'omonimo romanzo illustrato dello scrittore Brian Selznick, che è anche autore della sceneggiatura. Il film è interpretato da Oakes Fegley, Julianne Moore, Michelle Williams e dall'esordiente attrice sorda Millicent Simmonds.

## Trama
In due epoche diverse, due bambini sordi sognano una vita diversa. Nel 1927 Rose fugge dalla casa paterna per raggiungere sua madre a New York, l'attrice Lillian Mayhew. Nel 1977 Ben si mette alla ricerca del padre, dopo la morte della madre. Rose è nata sorda mentre Ben lo diventa in seguito a un incidente accaduto nella sua vecchia casa. Ai due ragazzi capitano per lo più le stesse cose. Mentre Ben si trova in una libreria, ha un incontro con Rose ormai invecchiata. La vecchia signora vede qualcosa in Ben e decide di portarlo in un museo dove lei ha una cosa molto importante da mostrargli.

## Distribuzione
Il film è stato presentato in anteprima e in concorso alla 70ª edizione del Festival di Cannes il 18 maggio 2017. È stato distribuito in un numero limitato di sale negli Stati Uniti il 20 ottobre 2017 e il 14 giugno 2018 in quelle italiane.

## Riconoscimenti
- 2017 - Festival di Cannes
  - In competizione per la Palma d'oro